# Les Révoltés (roman)
Pour les articles homonymes, voir Les Révoltés.
Les Révoltés (en hongrois : Zendülők) est un roman de l'écrivain hongrois Sándor Márai paru en 1930.

## Résumé
Tandis que leurs pères sont au front, quatre adolescents découvrent en bande leur indépendance, animés du démon de la révolte.